# Norwegia na Zimowych Igrzyskach Olimpijskich 1988
Norwegię na Zimowych Igrzyskach Olimpijskich 1988 reprezentowało 64 zawodników. Był to piętnasty start Norwegii na zimowych igrzyskach olimpijskich.

## Zdobyte medale
| Medal  | Zawodnik                                                                  | Dyscyplina sportowa | Konkurencja                      |
| ------ | ------------------------------------------------------------------------- | ------------------- | -------------------------------- |
| Srebro | Pål Gunnar Mikkelsplass                                                   | Biegi narciarskie   | 15 km stylem klasycznym mężczyzn |
| Srebro | Trude Dybendahl Marit Wold Anne Jahren Marianne Dahlmo                    | Biegi narciarskie   | Sztafeta kobiet                  |
| Srebro | Erik Johnsen                                                              | Skoki narciarskie   | Duża skocznia                    |
| Brąz   | Vegard Ulvang                                                             | Biegi narciarskie   | 30 km stylem klasycznym mężczyzn |
| Brąz   | Ole Christian Eidhammer Jon Inge Kjørum Ole Gunnar Fidjestøl Erik Johnsen | Skoki narciarskie   | Konkurs drużynowy                |

## Wyniki reprezentantów Norwegii

### Biathlon

#### Mężczyźni
| Zawodnik                                            | Konkurencja                | Czas      | Ilość pudeł | Pozycja | Źródło |
| --------------------------------------------------- | -------------------------- | --------- | ----------- | ------- | ------ |
| Geir Einang                                         | Sprint na 10 km            | 26:13.3   | 0 (0+0)     | 11.     | [ 1 ]  |
| Frode Løberg                                        | Sprint na 10 km            | 26:32.9   | 1 (1+0)     | 14.     | [ 1 ]  |
| Eirik Kvalfoss                                      | Sprint na 10 km            | 26:51.9   | 4 (2+2)     | 20.     | [ 1 ]  |
| Sverre Istad                                        | Sprint na 10 km            | 27:34.3   | 5 (1+4)     | 30.     | [ 1 ]  |
| Eirik Kvalfoss                                      | Bieg indywidualny na 20 km | 57:54.6   | 3 (1+1+1+0) | 6.      | [ 2 ]  |
| Frode Løberg                                        | Bieg indywidualny na 20 km | 1:00:52.7 | 4 (1+0+3+0) | 20.     | [ 2 ]  |
| Gisle Fenne                                         | Bieg indywidualny na 20 km | 1:01:56.5 | 5 (1+1+3+0) | 30.     | [ 2 ]  |
| Sylfest Glimsdal                                    | Bieg indywidualny na 20 km | 1:03:46.9 | 8 (2+4+0+2) | 39.     | [ 2 ]  |
| Geir Einang Frode Løberg Gisle Fenne Eirik Kvalfoss | Sztafeta 4x7,5 km          | 1:25:57.0 | 0           | 6.      | [ 3 ]  |

### Biegi narciarskie

#### Mężczyźni
| Zawodnik                                                      | Konkurencja             | Czas      | Pozycja | Źródło |
| ------------------------------------------------------------- | ----------------------- | --------- | ------- | ------ |
| Pål Gunnar Mikkelsplass                                       | 15 km stylem klasycznym | 41:33.4   | srebro  | [ 4 ]  |
| Oddvar Brå                                                    | 15 km stylem klasycznym | 42:17.3   | 4.      | [ 4 ]  |
| Vegard Ulvang                                                 | 15 km stylem klasycznym | 42:31.5   | 7.      | [ 4 ]  |
| Terje Langli                                                  | 15 km stylem klasycznym | 42:59.3   | 12.     | [ 4 ]  |
| Vegard Ulvang                                                 | 30 km stylem klasycznym | 1:25:11.6 | brąz    | [ 5 ]  |
| Pål Gunnar Mikkelsplass                                       | 30 km stylem klasycznym | 1:25:44.6 | 6.      | [ 5 ]  |
| Tor Håkon Holte                                               | 30 km stylem klasycznym | 1:29:59.5 | 21.     | [ 5 ]  |
| Martin Hole                                                   | 30 km stylem klasycznym | 1:31:47.5 | 31.     | [ 5 ]  |
| Vegard Ulvang                                                 | 50 km stylem dowolnym   | 2:06:32.3 | 4.      | [ 6 ]  |
| Pål Gunnar Mikkelsplass                                       | 50 km stylem dowolnym   | 2:08:20.0 | 9.      | [ 6 ]  |
| Torgeir Bjørn                                                 | 50 km stylem dowolnym   | 2:08:41.0 | 11.     | [ 6 ]  |
| Tor Håkon Holte                                               | 50 km stylem dowolnym   | 2:12:56.6 | 31.     | [ 6 ]  |
| Pål Gunnar Mikkelsplass Oddvar Brå Vegard Ulvang Terje Langli | Sztafeta 4x10 km        | 1:46:48.7 | 6.      | [ 7 ]  |

#### Kobiety
| Zawodnik                                               | Konkurencja             | Czas      | Pozycja | Źródło |
| ------------------------------------------------------ | ----------------------- | --------- | ------- | ------ |
| Anne Jahren                                            | 5 km stylem klasycznym  | 15:12.6   | 4.      | [ 8 ]  |
| Inger Helene Nybråten                                  | 5 km stylem klasycznym  | 15:17.7   | 6.      | [ 8 ]  |
| Marianne Dahlmo                                        | 5 km stylem klasycznym  | 15:30.4   | 9.      | [ 8 ]  |
| Brit Pettersen                                         | 5 km stylem klasycznym  | 15:36.7   | 11.     | [ 8 ]  |
| Inger Helene Nybråten                                  | 10 km stylem klasycznym | 30:51.7   | 6.      | [ 9 ]  |
| Brit Pettersen                                         | 10 km stylem klasycznym | 31:20.5   | 14.     | [ 9 ]  |
| Marit Wold                                             | 10 km stylem klasycznym | 31:31.6   | 15.     | [ 9 ]  |
| Anne Jahren                                            | 10 km stylem klasycznym | 31:34.1   | 16.     | [ 9 ]  |
| Marianne Dahlmo                                        | 20 km stylem dowolnym   | 58:31.1   | 8.      | [ 10 ] |
| Marit Elveos                                           | 20 km stylem dowolnym   | 59:33.2   | 18.     | [ 10 ] |
| Anette Bøe                                             | 20 km stylem dowolnym   | 59:45.8   | 20.     | [ 10 ] |
| Marit Wold                                             | 20 km stylem dowolnym   | 1:00:55.0 | 24.     | [ 10 ] |
| Trude Dybendahl Marit Wold Anne Jahren Marianne Dahlmo | Sztafeta 4x5 km         | 1:01:33.0 | srebro  | [ 11 ] |

### Curling
Podczas ZIO 1988 curling był jedynie dyscypliną pokazową.

#### Mężczyźni

##### Skład zespołu
- Eigil Ramsfjell,
- Sjur Loen,
- Morten Søgaard,
- Bo Bakke,
- Gunnar Meland.

##### Round Robin
| Przeciwnik        | Wynik |
| ----------------- | ----- |
| Wielka Brytania   | Z 4-3 |
| Dania             | Z 8-4 |
| Kanada            | P 7-9 |
| Szwecja           | Z 4-3 |
| Niemcy            | Z 7-5 |
| Szwajcaria        | P 2-7 |
| Stany Zjednoczone | P 3-9 |

##### Tie-breaker
| Przeciwnik        | Wynik |
| ----------------- | ----- |
| Szwecja           | Z 6-4 |
| Stany Zjednoczone | Z 6-3 |

Pozycja w grupie: 3. miejsce (Q)

##### Play-off
| Faza     | Przeciwnik | Wynik  |
| -------- | ---------- | ------ |
| Półfinał | Kanada     | Z 8-5  |
| Finał    | Szwajcaria | Z 10-2 |

Końcowy wynik: 
Źródło:

#### Kobiety

##### Skład zespołu
- Trine Trulsen,
- Dordi Nordby,
- Hanne Pettersen,
- Mette Halvorsen,
- Marianne Aspelin.

##### Round Robin
| Przeciwnik        | Wynik |
| ----------------- | ----- |
| Francja           | Z 6-3 |
| Szwajcaria        | P 4-7 |
| Niemcy            | P 5-8 |
| Stany Zjednoczone | Z 9-5 |
| Szwecja           | Z 9-2 |
| Dania             | Z 7-2 |
| Kanada            | P 4-9 |

##### Tie-breaker
| Przeciwnik        | Wynik  |
| ----------------- | ------ |
| Stany Zjednoczone | Z 10-7 |
| Niemcy            | Z 8-4  |

Pozycja w grupie: 3. miejsce (Q)

##### Play-off
| Faza     | Przeciwnik | Wynik |
| -------- | ---------- | ----- |
| Półfinał | Kanada     | P 5-6 |

Końcowy wynik: 
Źródło:

### Hokej na lodzie

#### Skład kadry
- Cato Tom Andersen,
- Morgan Andersen,
- Lars Bergseng,
- Arne Billkvam,
- Tor Helge Eikeland,
- Åge Ellingsen,
- Jarl Eriksen,
- Stephen Foyn,
- Jarle Friis,
- Rune Gulliksen,
- Geir Hoff,
- Roy Johansen,
- Erik Kristiansen,
- Truls Kristiansen,
- Ørjan Løvdal,
- Vern Mott,
- Jørgen Salsten,
- Petter Salsten,
- Tommy Skaarberg,
- Kim Søgaard,
- Sigurd Thinn,
- Petter Thoresen,
- Marius Voigt.

#### Mecze[14]

##### Faza grupowa
| Data      | Przeciwnik        | Wynik                |
| --------- | ----------------- | -------------------- |
| 13 lutego | ZSRR              | 0-5 (0-0, 0-3, 0-2)  |
| 15 lutego | RFN               | 3-7 (0-2, 1-3, 2-2)  |
| 17 lutego | Czechosłowacja    | 1-10 (0-1, 0-5, 1-4) |
| 19 lutego | Stany Zjednoczone | 3-6 (0-1, 2-3, 1-2)  |
| 21 lutego | Austria           | 4-4 (1-1, 2-1, 1-2)  |

Pozycja w grupie: 6. (1 pkt., 0-1-4, Bramki: 11-32)

##### Mecz o 11. miejsce
| Data      | Przeciwnik | Wynik                       |
| --------- | ---------- | --------------------------- |
| 23 lutego | Francja    | 6-6 (0-2 w rzutach karnych) |

Końcowy wynik: 12. pozycja

### Kombinacja norweska

#### Mężczyźni
| Zawodnik                                              | Konkurencja | Skoki na normalnej skoczni | Skoki na normalnej skoczni | Skoki na normalnej skoczni | Skoki na normalnej skoczni | Skoki na normalnej skoczni | Skoki na normalnej skoczni | Skoki na normalnej skoczni | Skoki na normalnej skoczni | Bieg pościgowy na 15 km/Sztafeta 3x10 km | Bieg pościgowy na 15 km/Sztafeta 3x10 km | Bieg pościgowy na 15 km/Sztafeta 3x10 km | Pozycja końcowa | Źródło |
| Zawodnik                                              | Konkurencja | Skok 1                     | Skok 1                     | Skok 2                     | Skok 2                     | Skok 3                     | Skok 3                     | Suma punktów               | Pozycja                    | Strata na początku                       | Czas netto                               | Pozycja                                  | Pozycja końcowa | Źródło |
| Zawodnik                                              | Konkurencja | Wynik                      | Punkty                     | Wynik                      | Punkty                     | Wynik                      | Punkty                     | Suma punktów               | Pozycja                    | Strata na początku                       | Czas netto                               | Pozycja                                  | Pozycja końcowa | Źródło |
| ----------------------------------------------------- | ----------- | -------------------------- | -------------------------- | -------------------------- | -------------------------- | -------------------------- | -------------------------- | -------------------------- | -------------------------- | ---------------------------------------- | ---------------------------------------- | ---------------------------------------- | --------------- | ------ |
| Torbjørn Løkken                                       | Gundersen   | 84,5 m                     | 101,6 pkt.                 | 80,5 m                     | 97,8 pkt.                  | 78 m                       | 93,5 pkt.                  | 199,4 pkt.                 | 19.                        | +3:14.0                                  | 37:39.0                                  | 1.                                       | 6.              | [ 15 ] |
| Trond-Arne Bredesen                                   | Gundersen   | 84 m                       | 102,3 pkt.                 | 82 m                       | 104,2 pkt.                 | 85,5 m                     | 111 pkt.                   | 215,2 pkt.                 | 6.                         | +1:28.7                                  | 40:13.9                                  | 23.                                      | 11.             | [ 15 ] |
| Hallstein Bøgseth                                     | Gundersen   | 80 m                       | 92,9 pkt.                  | 80,5 m                     | 100,8 pkt.                 | 79,5 m                     | 96,9 pkt.                  | 197,7 pkt.                 | 22.                        | +3:25.4                                  | 40:14.0                                  | 24.                                      | 23.             | [ 15 ] |
| Knut Leo Abrahamsen                                   | Gundersen   | 81 m                       | 96,5 pkt.                  | 76,5 m                     | 89,4 pkt.                  | 84 m                       | 107,6 pkt.                 | 204,1 pkt.                 | 16.                        | +2:42.7                                  | 41:23.5                                  | 32.                                      | 26.             | [ 15 ] |
| Hallstein Bøgseth Trond-Arne Bredesen Torbjørn Løkken | Drużynowo   | 82 m 82,5 m 87 m           | 300,7 pkt.                 | 79,5 m 83 m 79 m           | 274,6 pkt.                 | 83 m 83,5 m 80,5 m         | 295,9 pkt.                 | 596,6 pkt.                 | 3.                         | +2:46.0                                  | 1:18:48.4                                | 3.                                       | 4.              | [ 16 ] |

### Łyżwiarstwo szybkie

#### Mężczyźni
| Zawodnik          | Konkurencja | Czas     | Pozycja | Źródło |
| ----------------- | ----------- | -------- | ------- | ------ |
| Frode Rønning     | 500 m       | 37.31    | 10.     | [ 17 ] |
| Bjørn Hagen       | 500 m       | 37.69    | 18.     | [ 17 ] |
| Frode Rønning     | 1000 m      | 1:15.39  | 25.     | [ 18 ] |
| Rolf Falk-Larssen | 1000 m      | 1:15.42  | 26.     | [ 18 ] |
| Bjørn Hagen       | 1000 m      | DNF      | DNF     | [ 18 ] |
| Rolf Falk-Larssen | 1500 m      | 1:55.94  | 21.     | [ 19 ] |
| Frode Syvertsen   | 1500 m      | 1:58.37  | 33.     | [ 19 ] |
| Geir Karlstad     | 5000 m      | 6:50.88  | 7.      | [ 20 ] |
| Rolf Falk-Larssen | 5000 m      | 6:54.37  | 12.     | [ 20 ] |
| Frode Syvertsen   | 5000 m      | 7:05.57  | 33.     | [ 20 ] |
| Frode Syvertsen   | 10 000 m    | 14:32.08 | 21.     | [ 21 ] |
| Geir Karlstad     | 10 000 m    | DNF      | DNF     | [ 21 ] |

#### Kobiety
| Zawodnik             | Konkurencja | Czas    | Pozycja | Źródło |
| -------------------- | ----------- | ------- | ------- | ------ |
| Edel Therese Høiseth | 500 m       | 40.95   | 14.     | [ 22 ] |
| Edel Therese Høiseth | 1000 m      | 1:21.90 | 15.     | [ 23 ] |
| Edel Therese Høiseth | 1500 m      | 2:09.34 | 20.     | [ 24 ] |
| Minna Nystedt        | 1500 m      | 2:12.40 | 25.     | [ 24 ] |
| Minna Nystedt        | 3000 m      | 4:35.35 | 25.     | [ 25 ] |
| Minna Nystedt        | 5000 m      | 7:54.11 | 24.     | [ 26 ] |

### Narciarstwo alpejskie

#### Mężczyźni
| Zawodnik             | Konkurencja   | 1. przejazd | 1. przejazd | 2. przejazd | 2. przejazd | Czas końcowy     | Pozycja          | Źródło |
| Zawodnik             | Konkurencja   | Czas        | Pozycja     | Czas        | Pozycja     | Czas końcowy     | Pozycja          | Źródło |
| -------------------- | ------------- | ----------- | ----------- | ----------- | ----------- | ---------------- | ---------------- | ------ |
| Atle Skårdal         | Zjazd         | 2:03.26     | 15.         | Nie dotyczy | Nie dotyczy | 2:03.26          | 15.              | [ 27 ] |
| Jan Einar Thorsen    | Zjazd         | 2:04.77     | 24.         | Nie dotyczy | Nie dotyczy | 2:04.77          | 24.              | [ 27 ] |
| Finn Christian Jagge | Zjazd         | 2:07.64     | 35.         | Nie dotyczy | Nie dotyczy | 2:07.64          | 35.              | [ 27 ] |
| Finn Christian Jagge | Supergigant   | DNF         | DNF         | Nie dotyczy | Nie dotyczy | Nieklasyfikowany | Nieklasyfikowany | [ 28 ] |
| Atle Skårdal         | Supergigant   | DNF         | DNF         | Nie dotyczy | Nie dotyczy | Nieklasyfikowany | Nieklasyfikowany | [ 28 ] |
| Jan Einar Thorsen    | Supergigant   | DNF         | DNF         | Nie dotyczy | Nie dotyczy | Nieklasyfikowany | Nieklasyfikowany | [ 28 ] |
| Finn Christian Jagge | Slalom gigant | 1:09.70     | 37.         | DNF         | DNF         | Nieklasyfikowany | Nieklasyfikowany | [ 29 ] |
| Finn Christian Jagge | Slalom        | 53.40       | 18.         | DNF         | DNF         | Nieklasyfikowany | Nieklasyfikowany | [ 30 ] |

| Zawodnik             | Konkurencja | Zjazd   | Zjazd      | Slalom         | Slalom         | Slalom         | Slalom    | Suma punktów     | Pozycja          | Źródło |
| Zawodnik             | Konkurencja | Czas    | Pozycja    | Czas przejazdu | Czas przejazdu | Czas całkowity | Punkty    | Suma punktów     | Pozycja          | Źródło |
| Zawodnik             | Konkurencja | Czas    | Pozycja    | 1              | 2              | Czas całkowity | Punkty    | Suma punktów     | Pozycja          | Źródło |
| -------------------- | ----------- | ------- | ---------- | -------------- | -------------- | -------------- | --------- | ---------------- | ---------------- | ------ |
| Finn Christian Jagge | Kombinacja  | 1:54.66 | 85,66 pkt. | 43.35          | 42.79          | 1:26.14        | 9,55 pkt. | 95,21 pkt.       | 9.               | [ 31 ] |
| Atle Skårdal         | Kombinacja  | 1:50.27 | 37,2 pkt.  | DNS            | DNS            | DNS            | DNS       | Nieklasyfikowany | Nieklasyfikowany | [ 31 ] |
| Jan Einar Thorsen    | Kombinacja  | 1:51.89 | 55,08 pkt. | DNS            | DNS            | DNS            | DNS       | Nieklasyfikowany | Nieklasyfikowany | [ 31 ] |

### Skoki narciarskie

#### Mężczyźni
| Zawodnik                                                                  | Konkurencja       | 1. seria                   | 1. seria   | 1. seria | 2. seria                   | 2. seria   | Suma punktów | Pozycja | Źródło |
| Zawodnik                                                                  | Konkurencja       | Wynik                      | Punkty     | Pozycja  | Wynik                      | Punkty     | Suma punktów | Pozycja | Źródło |
| ------------------------------------------------------------------------- | ----------------- | -------------------------- | ---------- | -------- | -------------------------- | ---------- | ------------ | ------- | ------ |
| Ole Christian Eidhammer                                                   | Skocznia normalna | 79,5 m                     | 92,3 pkt.  | 28.      | 80,5 m                     | 94,4 pkt.  | 186,7 pkt.   | 19.     | [ 32 ] |
| Ole Gunnar Fidjestøl                                                      | Skocznia normalna | 79,5 m                     | 91,3 pkt.  | 30.      | 80 m                       | 93,1 pkt.  | 184,4 pkt.   | 22.     | [ 32 ] |
| Erik Johnsen                                                              | Skocznia normalna | 75 m                       | 80,1 pkt.  | 51.      | 79 m                       | 91 pkt.    | 171,1 pkt.   | 41.     | [ 32 ] |
| Vegard Opaas                                                              | Skocznia normalna | 80,5 m                     | 92,9 pkt.  | 26.      | 72 m                       | 73,3 pkt.  | 166,2 pkt.   | 45.     | [ 32 ] |
| Erik Johnsen                                                              | Skocznia duża     | 114,5 m                    | 113,7 pkt. | 2.       | 102 m                      | 94,2 pkt.  | 207,9 pkt.   | srebro  | [ 33 ] |
| Jon Inge Kjørum                                                           | Skocznia duża     | 107 m                      | 99,2 pkt.  | 19.      | 101,5 m                    | 90 pkt.    | 189,2 pkt.   | 15.     | [ 33 ] |
| Ole Christian Eidhammer                                                   | Skocznia duża     | 108,5 m                    | 104,8 pkt. | 12.      | 98 pkt.                    | 83,1 pkt.  | 187,9 pkt.   | 17.     | [ 33 ] |
| Vegard Opaas                                                              | Skocznia duża     | 106 m                      | 99,8 pkt.  | 16.      | 97,5 m                     | 85,4 pkt.  | 185,2 pkt.   | 19.     | [ 33 ] |
| Ole Christian Eidhammer Jon Inge Kjørum Ole Gunnar Fidjestøl Erik Johnsen | Drużynowo         | 102 m 78 m 104,5 m 109,5 m | 295,6 pkt. | 4.       | 96,5 m 101 m 107 m 111,5 m | 300,5 pkt. | 596,1 pkt.   | brąz    | [ 34 ] |